# Jakubów (powiat Miński)
Jakubów is een dorp in het Poolse woiwodschap Mazovië, in het district Miński. De plaats maakt deel uit van de gemeente Jakubów.

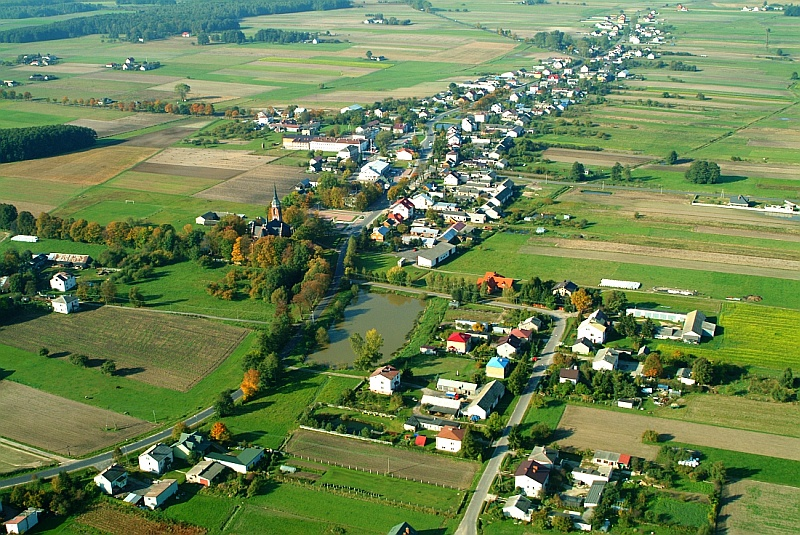
Jakubów
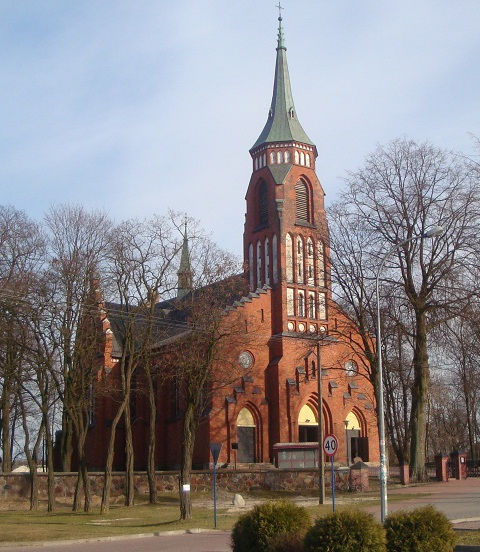
Katholieke kerk in Jakubów